# Hiệu thuốc trực tuyến
Hiệu thuốc trực tuyến, nhà thuốc trực tuyến/nhà thuốc Internet hoặc nhà thuốc đặt hàng qua thư là nhà thuốc hoạt động qua Internet và gửi đơn đặt hàng cho khách hàng thông qua thư hoặc công ty vận chuyển.
Các hiệu thuốc trực tuyến có thể bao gồm:
- Quản lý lợi ích nhà thuốc - Một quản trị viên lớn của các chương trình thuốc theo toa của công ty
- Nhà thuốc Internet hợp pháp trong cùng một quốc gia với người đặt hàng.
- Nhà thuốc Internet hợp pháp ở một quốc gia khác với người đặt hàng.  Nhà thuốc này thường được cấp phép bởi nước sở tại và tuân theo các quy định đó, không phải theo đơn đặt hàng quốc tế.
- Dược phẩm internet bất hợp pháp hoặc phi đạo đức.  Trang web cho một hiệu thuốc bất hợp pháp có thể chứa những lời nói dối về nước xuất xứ, thủ tục hoặc chứng nhận.  "Nhà thuốc" có thể gửi thuốc đã hết hạn sử dụng hoặc thuốc giả và không được tuân theo các biện pháp bảo vệ theo thủ tục thông thường.

## Giao hàng tận nhà
Các nhà thuốc tây thông thường thường có hệ thống phân phối thuốc được kiểm soát từ nhà sản xuất.  Xác nhận và thực hành phân phối tốt nối tiếp sau.  Giao thuốc tại nhà có thể là một sự thuận tiện mong muốn nhưng đôi khi có thể có vấn đề với việc phân phối không được kiểm soát.
Việc vận chuyển thuốc qua đường bưu điện và bưu kiện đôi khi là mối lo ngại đối với các dược phẩm nhạy cảm với nhiệt độ.  Các điều kiện vận chuyển không được kiểm soát có thể bao gồm nhiệt độ cao và thấp bên ngoài các điều kiện bảo quản được liệt kê cho một loại thuốc.  Ví dụ, FDA Hoa Kỳ đã tìm thấy nhiệt độ trong hộp thư dưới ánh mặt trời có thể lên tới 136 °F (58 °C)     trong khi nhiệt độ không khí xung quanh là 101 °F (38 °C) 
Giao hàng bằng thư chuyển phát nhanhlàm giảm thời gian vận chuyển và thường liên quan đến việc giao hàng đến cửa, thay vì hộp thư.  Việc sử dụng các container vận chuyển cách nhiệt cũng giúp kiểm soát nhiệt độ thuốc, giảm rủi ro đối với an toàn và hiệu quả của thuốc.

## Rủi ro và lo ngại
- Các nhà thuốc bất hợp pháp hoặc phi đạo đức đôi khi gửi thuốc đã lỗi thời, thay thế hoặc thuốc giả [2][3][4]
- Đôi khi một hiệu thuốc trực tuyến có thể không được đặt tại quốc gia được tuyên bố.  Ví dụ, một nghiên cứu về các lô hàng thuốc tự xưng là từ Canada cho thấy nhiều loại thực sự có nguồn gốc ở một số quốc gia khác nhau và thường là thuốc không có thật [5]
- Trẻ vị thành niên hoặc trẻ em có thể đặt hàng các chất được kiểm soát mà không cần sự giám sát của người lớn.
- Các mối quan tâm khác bao gồm thiếu khả năng bảo mật, bao bì không phù hợp, không có khả năng kiểm tra tương tác thuốc và một số vấn đề khác.[6]

## Thảo luận

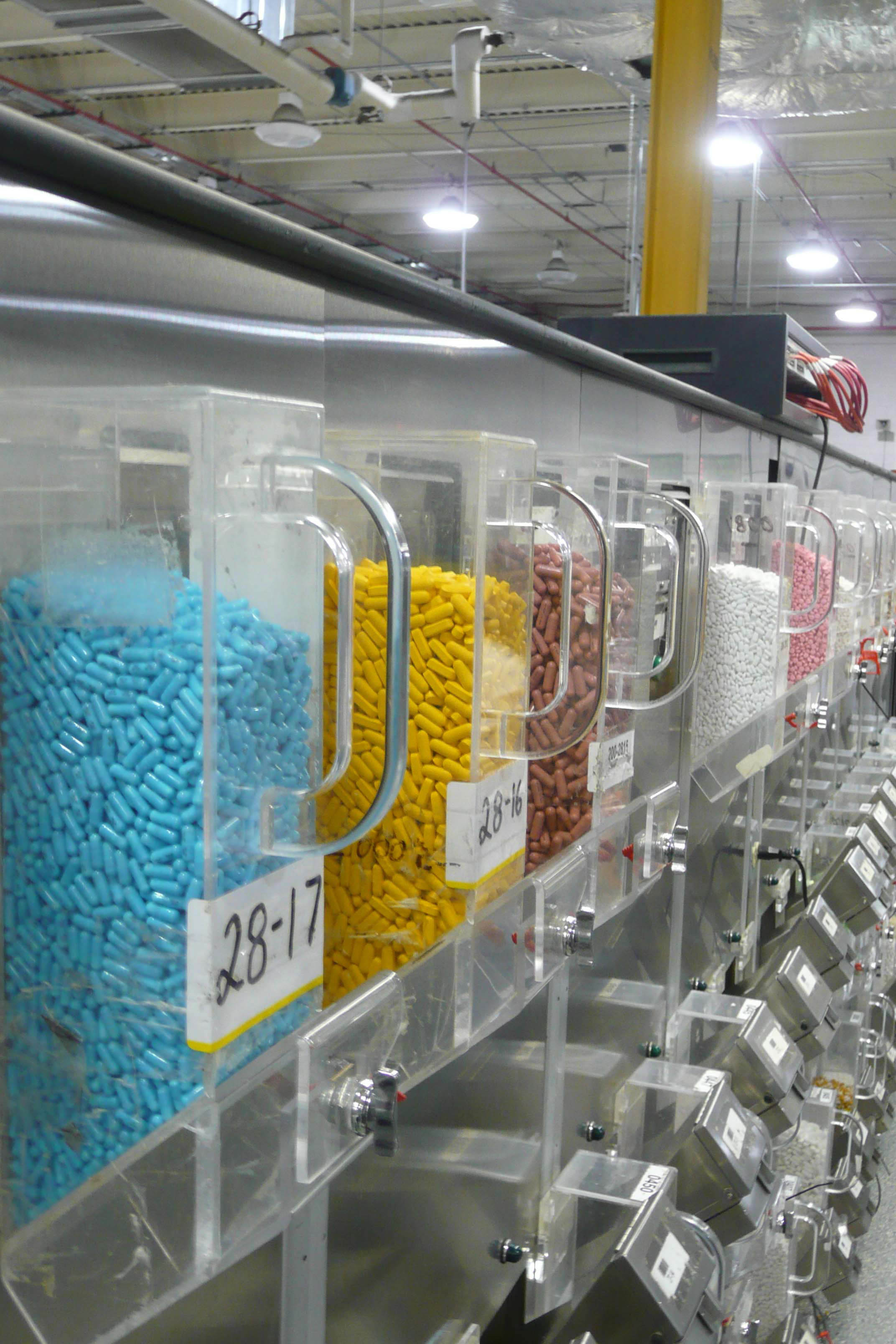
Các hộp chứa dược phẩm được nạp vào một máy pha chế tự động tại nhà thuốc đặt hàng qua thư.

Nhà thuốc đặt hàng qua thư hợp pháp có phần giống với nhà thuốc cộng đồng; một sự khác biệt chính là phương pháp mà các loại thuốc được yêu cầu và nhận được.  Một số khách hàng cho rằng điều này thuận tiện hơn so với việc đi đến một nhà thuốc cộng đồng, giống như cách đặt hàng trực tuyến hơn là đến cửa hàng.
Trong khi nhiều nhà thuốc internet bán thuốc theo toa chỉ với một đơn thuốc, một số không yêu cầu đơn thuốc được viết sẵn.  Ở một số quốc gia, điều này là do đơn thuốc không bắt buộc.  Một số khách hàng đặt mua thuốc từ các nhà thuốc như vậy để tránh chi phí và sự bất tiện khi đến gặp bác sĩ hoặc để lấy thuốc mà bác sĩ của họ không sẵn sàng kê đơn.  Những người sống ở Hoa Kỳ và các quốc gia khác nơi thuốc theo toa rất đắt tiền có thể chuyển sang các hiệu thuốc trực tuyến để tiết kiệm tiền.  Nhiều trang web có uy tín sử dụng các bác sĩ riêng của họ để xem xét yêu cầu thuốc và viết đơn thuốc cho phù hợp.  Một số trang web cung cấp thuốc mà không cần toa bác sĩ hoặc bác sĩ.  Thực hành này đã bị chỉ trích là có khả năng nguy hiểm, đặc biệt là bởi những người cảm thấy rằng chỉ có bác sĩ mới có thể đánh giá đáng tin cậy chống chỉ định, tỷ lệ rủi ro / lợi ích và sự phù hợp của thuốc đối với một cá nhân cụ thể.  Các nhà thuốc cung cấp thuốc mà không cần phải có sự giám sát hoặc giám sát của bác sĩ và bác sĩ đôi khi là gian lận và có thể cung cấp thuốc giả và thuốc không hiệu quả và có thể nguy hiểm. 